# Anatolij Borisovič Čubajs
Anatolij Borisovič Čubajs (in russo Анатолий Борисович Чубайс?; Barysaŭ, 16 giugno 1955) è un economista e politico russo, ritenuto il padre delle grandi privatizzazioni statali fatte in Russia nei primi anni novanta sotto il governo di Boris El'cin che gli affidò la direzione dell'economia. Durante questo periodo Čubajs ha introdotto l'economia di mercato ed i principi della proprietà privata in Russia dopo la caduta dell'Unione Sovietica, sollevando anche critiche per i favori ai grandi oligarchi post-sovietici.
Dal 1998 al 2008 è stato a capo del monopolio statale dell'energia elettrica RAO UES. Un sondaggio del 2004 condotto da PricewaterhouseCoopers e dal Financial Times lo ha nominato il 54° business leader più rispettato al mondo. In seguito è a capo di Rosnano. Ha lasciato l'azienda nel dicembre 2020. Ha lavorato come inviato speciale del presidente della Federazione Russa per le relazioni con le organizzazioni internazionali. Nel marzo del 2022, in seguito all'aggressione della Russia contro l'Ucraina, ha rassegnato le dimissioni e ha lasciato il Paese.
Ha il grado civile di Consigliere di Stato effettivo della Federazione Russa di 1ª classe.

## Biografia
Čubajs è nato il 16 giugno 1955 da padre russo e madre ebrea nella città di Borisov, in Bielorussia, all'epoca ancora parte dell'Unione Sovietica, dove il padre Boris Matveevič Čubajs, veterano della seconda guerra mondiale, era colonnello dell'esercito in pensione e insegnava filosofia. La madre, Raisa Efimovna Sagal, ebrea lituana, era laureata in economia ma aveva deciso di restare a casa per prendersi cura dei propri figli nelle basi militari dove il marito era regolarmente assegnato. Anatolij Čubajs ha un fratello maggiore, Igor' (nato nel 1947), filosofo.
Nel 1977, Čubajs si è laureato presso l'Istituto di ingegneria ed economia di Leningrado (LEEI), attuale San Pietroburgo, e si è unito al Partito Comunista dell'Unione Sovietica fino al 1991, quando lo lasciò. Mentre in seguito lavorava al LEEI, Čubajs creò un club chiamato Reforma, che contribuì a trasformare la città di Leningrado in un modello di riforma politica costruendo piattaforme per elezioni sia locali che nazionali. Reforma si è anche impegnata nella stesura della legislazione riformista, un passo importante lungo la strada quando Čubajs avrebbe lavorato nell'amministrazione della città. Nel 1982 è diventato professore associato (доцент) presso LEEI, mentre nel 1983 ha conseguito il dottorato (Ph.D.) in Economia con un lavoro dal titolo "Исследование и разработка методов планирования совершенствования управления в отраслевых научно-технических организациях "(Ricerca e sviluppo di metodi per il miglioramento pianificato della gestione nelle organizzazioni di ricerca e sviluppo industriale).

### Economista dissidente
A partire dai primi anni '80, Čubajs divenne il leader a Leningrado di un circolo informale di economisti orientati al mercato. Nel 1982, insieme agli economisti Jurij Jarmagaev e Grigorij Glazkov, ha pubblicato un articolo intitolato "Вопросы расширения хозяйственной самостоятельности предприятий в условиях научно-технического прогресса" (Questioni di espansione dell'Autonomia di imprese commerciali nelle condizioni di progresso scientifico e tecnologico), in cui gli autori sostengono che nessuna quantità di pianificazione centrale può prevedere la domanda finale di prodotti. Nel 1982, Čubajs fu presentato al futuro Primo Ministro della Russia Egor Gajdar, il quale frequentò seminari guidati da Čubajs.
Nel 1987, Čubajs era diventato l'organizzatore del club Perestrojka di Leningrado, la cui missione era quella di promuovere e discutere le idee democratiche tra l'intellighenzia locale. Tra le persone coinvolte c'erano suo fratello, Igor', che aveva fondato con sede a Mosca la sezione dei club Perestrojka e Perestrojka-88, il futuro vice primo ministro russo Aleksej Kudrin, il futuro presidente della banca di San Pietroburgo Vladimir Kogan, il futuro ministro della politica antimonopolio e sostegno all'imprenditorialità Il'ja Južanov e il futuro vice governatore di San Pietroburgo Michail Manevič.
Gli economisti dissidenti hanno organizzato una fattoria di tulipani per finanziare i loro seminari. Nei quattro giorni precedenti la Giornata internazionale della donna (8 marzo) sono riusciti a ottenere un reddito equivalente al prezzo di diverse auto Lada. Il "denaro del tulipano" è stato utilizzato per finanziare le elezioni di Anatolij Sobčak, Jurij Boldyrev e molti altri candidati democratici. Di conseguenza, due terzi dei deputati che hanno vinto le elezioni del 1990 al Soviet di Leningrado provenivano dall'opposizione.
Alla fine del 1990, l'economista Vitalij Najšul propose l'idea di utilizzare i voucher per facilitare la privatizzazione di massa in modo da trasformare l'Unione Sovietica in un'economia di mercato. Čubajs ha criticato fortemente lo schema all'epoca, citando l'inevitabile disuguaglianza e le tensioni sociali che ne deriverebbero se implementate come suggerito. Ironia della sorte, solo diversi anni dopo Čubajs sarebbe poi diventato il campione dello stesso concetto.

### Capo della privatizzazione
Nel 1990, all'elezione di Anatolij Sobčak a presidente del consiglio comunale di Leningrado, Čubajs ha assunto la carica di suo vice nel tentativo di attuare l'idea di Sobčak e cioè di creare una zona economica libera a Leningrado. Nel 1991 ha rifiutato l'offerta di diventare il presidente di Leningrado Ispolkom per diventare invece un consigliere dell'amministrazione del sindaco di Leningrado (ora ribattezzato San Pietroburgo) dove Sobčak era stato appena eletto sindaco. Allo stesso tempo, Čubajs ha lavorato come presidente del nuovo Wassily Leontief Center for Research in Economics. 

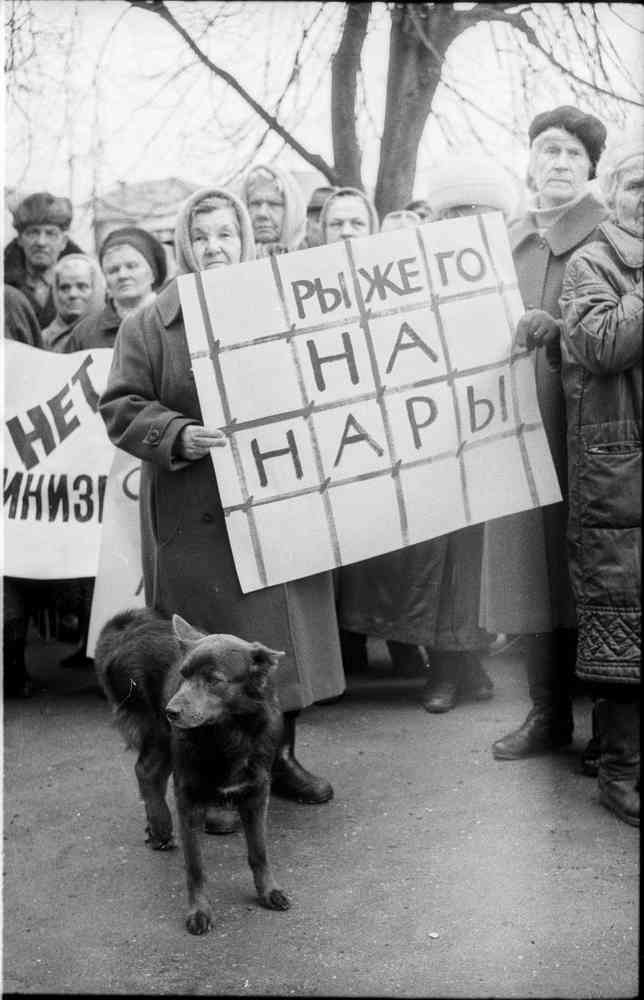
La gente chiede che Čubajs (The Redhead) sia arrestato per il processo di privatizzazioni

Nel novembre 1991, Čubajs è diventato ministro nel gabinetto di El'cin, dove ha gestito il portafoglio di Rosimuščestvo (il Comitato per la gestione della proprietà demaniale) che si occupava della privatizzazione in Russia. Originariamente Čubajs sosteneva una rapida privatizzazione in modo da aumentare le entrate, simile al modello utilizzato in Ungheria. Tuttavia, il Congresso dei deputati del popolo russo ha respinto questo modello. Alla fine, è stato proposto un compromesso sotto forma di un programma di privatizzazione simile al programma utilizzato all'epoca nella Repubblica Ceca. L'11 giugno 1991 il Soviet Supremo della Russia adottò questo compromesso e il massiccio programma fu ufficialmente avviato con decreto del presidente Boris El'cin il 19 agosto 1991. Questo programma di privatizzazione fu successivamente oggetto di pesanti critiche. Mentre la maggior parte dei cittadini russi ha perso i propri risparmi in poche settimane, alcuni oligarchi sono diventati miliardari arbitrando la grande differenza tra i vecchi prezzi interni delle materie prime russe e i prezzi prevalenti sul mercato mondiale. Le persone che hanno beneficiato di questo arbitraggio sono diventate note come "cleptocrati" perché hanno nascosto miliardi di dollari in conti bancari svizzeri piuttosto che investire nell'economia russa.

### L'influenza sulla politica e l'economia russa
Dal novembre 1994 al gennaio 1996, Čubajs ha ricoperto la carica di vice primo ministro per la politica economica e finanziaria nel governo russo. Grazie alla liberalizzazione delle riforme attuate nel 1995, il governo russo stava finalmente beneficiando di una misura di stabilità finanziaria, qualcosa che i politici cercavano sin dalle dimissioni di Egor Gajdar nel 1993. Alla fine del 1995, l'inflazione media annua era scesa dal 18% al 3%.
Dall'aprile 1995 al febbraio 1996, Čubajs ha anche rappresentato la Russia in due istituzioni finanziarie internazionali: la Banca internazionale per la ricostruzione e lo sviluppo (IBRD) e l'Agenzia multilaterale di garanzia degli investimenti (MIGA).
Dopo le dimissioni da vice primo ministro nel gennaio 1996, Čubajs ha gestito la campagna di rielezione di Boris El'cin. A questo punto, secondo i sondaggi dell'opinione pubblica, il grado di approvazione di El'cin era sceso a circa il 3%. Čubajs fondò la Civil Society Foundation e il Campaign Analytical Group di El'cin, che divenne una parte della Fondazione. Il gruppo ha aiutato El'cin a riguadagnare popolarità e vincere la rielezione nel secondo turno delle urne il 3 luglio 1994, conquistando il 53,82% dei voti.
Dal luglio 1996 al marzo 1997, Čubajs è stato il capo dell'amministrazione presidenziale russa. Durante il mandato, il suo ufficio è diventato sempre più influente.
Čubajs ha partecipato alla sessione del Gruppo Bilderberg a Turnberry, in Scozia, nel 1998, e ha co-presieduto la tavola rotonda degli industriali della Russia e dell'UE durante la sessione congiunta della Commissione governativa della Federazione russa e Unione europea. È stato anche eletto nel consiglio dell'Unione russa degli industriali e degli imprenditori nel 2000.

### Fuori dalla Russia
Il 23 marzo 2022, dopo che la Russia ha lanciato un'invasione su larga scala dell'Ucraina, Čubajs ha lasciato le sue posizioni ufficiali, compresa quella di inviato per il clima, affermando di essere contrario all'invasione, secondo i resoconti dei media. Il portavoce del Cremlino Dmitrij Peskov ha confermato che Čubajs si è dimesso, ma non ha specificato perché, affermando: "Che se ne sia andato o meno è una sua questione personale". Čubajs ha lasciato la Russia, arrivando lo stesso giorno in Turchia e progettando di rimanere all'estero. La portavoce di Aleksej Naval'nyj, Kira Jarmyš, ha dichiarato che Čubajs aveva "lasciato la Russia solo per paura della propria pelle e dei propri soldi". È il più alto funzionario del Cremlino a dimettersi in segno di protesta contro l'invasione, anche se non fa parte della cerchia ristretta di Putin.

## Vita privata
Sposato dal 1978 al 1989 con Ljudmila Grigorieva, impegnata nel settore della ristorazione a San Pietroburgo. Due i figli: Aleksej (nato nel 1980) e Ol'ga (nata nel 1983), economisti. Si è poi sposato una seconda volta, dal 1990 al 2011, con Marija Višnevskaja.
Dal 2012 è sposato con la terza moglie, Avdot'ja Smirnova, giornalista, sceneggiatrice, regista, conduttrice del programma televisivo "School of Scandal", figlia del regista e sceneggiatore Andrej Sergeevič Smirnov.
Il 17 marzo 2005, è sopravvissuto ad un tentativo di omicidio. Vladimir Kvačkov fu accusato del crimine ma venne poi assolto d una giuria.